# Bermuda Stock Exchange
Die Bermuda Stock Exchange (BSX) befindet sich in Hamilton, Bermuda und wurde 1971 gegründet. Im „Year End Review“-Bericht 2010 der Börse heißt es, dass ihre gesamte Marktkapitalisierung (ohne Investmentfonds) 319 Milliarden US-Dollar betrug. Die Börse ist auf die Notierung und den Handel von Kapitalmarktinstrumenten wie Aktien, Anleihen und Investmentfonds (einschließlich Hedgefonds-Strukturen) spezialisiert. 

## Mitgliedschaften
Sie ist Mitglied in der:
- World Federation of Exchanges[2]
- Sustainable Stock Exchanges Initiative

## Geschichte
Die Börse wurde 1971 hauptsächlich als inländischer Aktienmarkt gegründet und 1992 wurde das Unternehmen in eine private, gewinnorientierte Einheit umstrukturiert. 
Ende 2019 erwarb Miami International Holdings eine Mehrheitsbeteiligung an der Bermuda Stock Exchange. MIH verwies darauf, dass Bermudas kürzlich verabschiedeter Digital Asset Business Act 2018 („DABA“) zusammen mit dem Engagement der Regierung von Bermuda für die Fintech-Regulierung und ihren etablierten Rück-/Versicherungsmarkt Bermuda zu einer attraktiven Investition macht.
Am 18. Dezember 2020 gab MIH bekannt, dass es 100 Prozent der Anteile an BSX erworben und damit seine Mehrheitsbeteiligung aufgestockt hat.